# Azucaica
Azucaica es un barrio de la ciudad española de Toledo, situado en la margen derecha del río Tajo, en una zona con numerosas huertas. Dista unos 4 km del casco histórico.

## Historia
Los primeros datos históricos se remontan a finales del siglo XI, donde tras la conquista de Toledo en 1085 por Alfonso VI de Castilla es donada al convento benedictino de San Servando fundado por monjes de Sahagún. En el barrio hay una iglesia bajo la advocación de Santa María Magdalena.
Jerónimo López de Ayala lo describe en 1890 en su Guía artístico-práctica de Toledo de la siguiente manera:

Azucaica.—Es un pequeño anejo ó suburbio de Toledo (cuenta con veinticuatro vecinos) situado al NE., como á una legua de la ciudad. Su fundación se debe á los moros toledanos; Alfonso VI lo cedió á los monjes de San Servango, y de éstos pasó a pertenecer al cabildo de la Catedral. Su situación es por extremo pintoresca, á la orilla derecha del río. En su pequeña plaza aparece la modesta iglesia (antigua parroquia) de Santa Maria Magdalena, de una sola nave, en que hay tres retablos barrocos sin importancia.
(El Vizconde de Palazuelos, 1890, pp. 1174-1175)

Hasta 1975 era la única pedanía de la ciudad.

## Comunicaciones
Azucaica está comunicada con el centro de Toledo con autobuses y el búho-bus de la línea 10.